# Logging while drilling

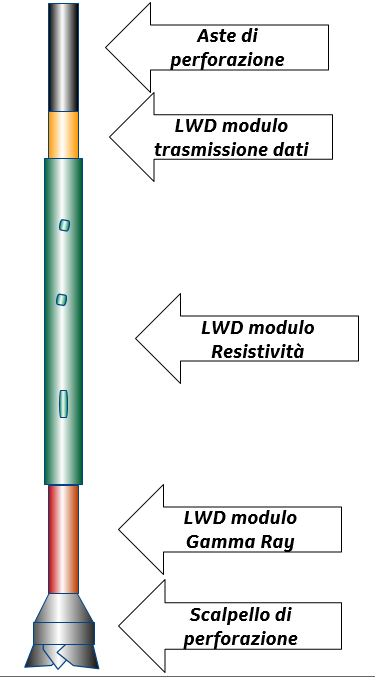
Schema di una batteria id perforazione con strumenti LWD

 Logging while drilling (LWD) (traduzione letterale italiana: "Logging durante la perforazione") è una terminologia gergale inglese, ormai di utilizzo universale, per indicare una tecnica per la registrazione di log geofisici nel pozzo, simultaneamente alla sua perforazione, il posizionamento di questi strumenti nel foro, avviene inserendoli nella batteria di perforazione, come componenti della stessa, immediatamente dopo lo scalpello di perforazione che ovviamente costituisce la parte finale della batteria. 
Gli strumenti LWD trasmettono i valori delle loro misurazioni da fondo foro alla superficie tramite appositi trasmettitori digitale di segnale, solitamente costituiti da un generatore di un impulsi discreti propagantisi nel fango di perforazione da fondo foro fino alla superficie. Questa trasmissione di segnale, che avviene con gli strumenti LWD nel pozzo durante le fasi di perforazione, è chiamata "trasmissione di dati in tempo reale". Contemporaneamente gli strumenti memorizzano un set più completo di dati in memorie EPROM contenute negli stessi, questi dati, chiamato "dati di memoria", vengono scaricati dagli strumenti LWD dopo che questi sono stati estratti dal foro.
Il termine Measure While Drilling (MWD) (traduzione letterale italiana: "misurazione durante la perforazione"), simile allo LWD,  indica anch'esso operazioni di misurazione durante la perforazione, ma viene riferito non a misurazioni geofisiche, ma a dati riguardanti la perforazione del foro, come l'angolo di deviazione del foro dalla verticale e l'azimut della direzione dello stesso, nel caso questo non sia perfettamente verticale, come in situazioni di perforazione direzionata.

## Sviluppo della tecnologia
La tecnologia LWD fu sviluppata originariamente come un miglioramento della precedente tecnologia MWD per sostituire completamente o parzialmente le operazioni di wireline logging e ridurre i tempi necessari per avere i dati petrofisici delle formazioni perforate. Con il miglioramento della tecnologia negli ultimi decenni, questa è ora ampiamente utilizzata durante la perforazione (anche per finalità di geosteering) e la valutazione della formazione (col vantaggio di ottenere i dati in tempo reale e in pozzi direzionati ad alto angolo).
I primi tentativi di sviluppo di questa tecnologia risalgono agli anni '20. Prima della seconda guerra mondiale furono effettuati tentativi di comunicazione tra strumenti e testa pozza con sistemi tipo Mud Pulse, Wired Pipe, segnali acustici e elettromagnetici. J.J. Arps produsse un sistema direzionale e di misura di resistività funzionante negli anni '60. Le ricerche, sviluppate in competizione fra loro, promosse da Mobil, Standard Oil e altre società, alla fine degli anni '60 e all'inizio degli anni '70 portarono alla nascita di molteplici sistemi LWD funzionanti, come quelli di Teleco Industries. Una delle principali spinte al loro sviluppo fu dato dalla decisione della Direzione del Petrolio norvegese di richiedere l'esecuzione di misurazioni direzionali nei pozzi in perforazione, al largo della Norvegia ogni 100 metri. Questa richiesta creò una situazione in cui la tecnologia MWD presentava un vantaggio economico rispetto ai dispositivi TOTCO meccanici convenzionali in uso per queste misurazioni, e portò quindi a rapidi sviluppi nella tecnologia LWD, già negli anni '80 erano possibili misurazioni di tipo Gamma Ray e Resistività.

## Registrazioni LWD

Schema di configurazione di una batteria di perforazione con resistività LWD allo calpello e resistività laterale

La tecnologia LWD fu originariamente sviluppata per garantire l'acquisizione di un set minimo di dati di base nel caso in cui non fosse possibile registrare pozzi di esplorazione ad alto costo con wireline. Anche se l'aspirazione era di sostituire parzialmente o completamente la registrazione via cavo. Nel corso degli anni, sono stati sviluppate numerose strumentazioni rendendo disponibili numerose tipologie di misurazioni in LWD. Alcune di queste tipologie sono sviluppate solamente per le registrazioni in LWD, come quelle per lo geosteering, ossia per guidare l'orientamento dalle perforazione in funzione dell'assetto strutturale stratigrafico che si incontra durante la perforazione. 
L'utilizzo della tecnica LWD, dal punto di vista dello studio delle formazioni rocciose attraversate dal pozzo presenta il vantaggio di misurare le proprietà petrofisiche prima che i fluidi di perforazione invadano significativamente la porzione di roccia a contatto del foro, che è quella porzione normalmente investigata con le registrazioni di log wireline, che avvengono dopo la perforazione del foro, in una fase operativa successiva. Inoltre, in particolari casi i tratti fori perforati risultano difficili o addirittura impossibili da essere registrati con gli strumenti wireline convenzionali discesi in pozzo sospesi da un cavo, in particolare in pozzi altamente deviati ed orizzontali, in cui l'attrito tra lo strumento e la parete del foro ne impedisce la sua discesa al fondo. In queste situazioni, la registrazione LWD, con strumenti inserite a fondo delle aste di perforazione, assicura che le misurazioni possano essere effettuate nel caso in cui le operazioni wireline non siano operativamente possibili. 
I dati LWD, essendo ricevuti in simultanea con l'avanzamento del pozzo durante la sua perforazione, possono anche essere utilizzati per guidare il posizionamento del pozzo in modo che questo rimanga all'interno della zona di interesse o nella parte più produttiva di un giacimento, pratica detta di "geosteering".
- Gamma Ray log
- Densità e indice fotoelettrico della roccia
- Porosità neutronica
- Diametria del foro, che può essere azimutale con misurazioni ultrasoniche.
- Resistività della formazione, quasi sempre data dalla combinazione delle resistività calculate dalla attenuazione e sfasamento a diverse distanze e frequenze di onde elettromagnetiche emesse da un trasmettitore e registrate da uno o più ricevitori.
- Resistività allo scalpello
- Resistività orientate o azimutali
- Velocità delle onde compressionali e di taglio nella formazione
- Immagini della parete del foro, che possono essere date dalla combinazione di registrazioni azimutali di Gamma Ray o di densità, o resistività e riflettività acustica.
- Pressione dei fluidi di formazione e campionamento di fluidi di formazione (misure puntuali)
- Risonanza magnetica nucleare (NMR)
- VSP - Sismica di pozzo